# 재령군주
재령군주(載寧郡主, 1409년 ~ 1444년?)은 조선 전기의 왕족으로, 조선 태종의 첫째아들(장남)인 양녕대군의 딸이다. 아버지 양녕대군이 폐세자되었지만 세종의 특별 배려로 전의현주(全義縣主)에 봉작되었다가 재령군주로 개봉되었다. 사후에도 증손자 이보를 통해 대윤, 소윤 양쪽 가문 및 효령대군의 외손과도 사돈이 된다.
돈령부사와 중추원부사를 지낸 이자(李孜)에게 하가하였고, 증손자 이보(李人+甫)의 장녀는 소윤 윤원형, 윤원로, 윤원량, 윤원필의 형이며 문정왕후의 오빠 윤원개와 결혼했고, 둘째 사위는 대윤 윤임이다.

## 생애
1409년(태종 9) 경복궁의 동궁에서 태어났으며, 아버지는 양녕대군 이제이고 어머니는 대제학 광산군(光山君) 김한로의 딸 수성부부인 숙빈 광산 김씨이다.
1418년 아버지 양녕대군이 폐세자되어 출궁되었으나 그는 특별히 원경왕후에 의해 궁궐 별전에서 거주하였다. 원경왕후와 태종의 죽음 이후 경기도 광주로 가서 어머니 수성부부인과 생활하였다. 1420년(세종 2) 세종의 배려로 입궐하였다.
1425년(세종 7) 특별히 전의현주에 봉작되었고, 그 해 대제학 기우자(騎牛子) 이행(李行)의 손자 돈령부사 이자(李孜)에게 하가하였다. 1431년(세종 13) 10월 18일에는 특별히 재령군주로 진봉되었다. 1443년(세종 26) 남편 이자의 사망 후 그도 사망하였다. 세종은 관원을 보내 예장하게 하고 양주목 평구도에 예장하였다.
아들 이증석(李曾碩)의 차남 이사연(李師衍)의 아들 이보(李人+甫)는 장녀를 윤원개(尹元凱)에게 시집보냈고, 둘째 딸은 대윤 윤임(尹任)에게 시집보냈다. 맏사위 윤원개는 윤원량, 윤원필의 친형이자 소윤 윤원형, 윤원로 형제의 친형이며, 문정왕후의 친정오빠였고, 둘째 사위 윤임은 장경왕후의 친정오빠였다. 이보의 둘째 딸은 윤임의 전처였다 한다. 이들은 아버지쪽으로도 9촌 조카와 9촌 아저씨, 윤원개의 아버지는 윤임과 당시 조선의 법적으로 가까운 친척이었다.
이보(李人+甫)는 광주이씨 이세광(李世匡)의 둘째 딸과 결혼했는데, 이세광의 부인 현석규(玄錫圭)의 딸 창원현씨의 친정어머니는 효령대군 이보의 아들 서원군 이친의 딸이었다.

## 가족 관계
- 아버지 : 양녕대군(讓寧大君, 1394 ~ 1462)
- 어머니 : 수성부부인(隨城府夫人) - 광산 김씨 김한로(金漢老)의 딸
- 남편 : 여주 이씨 중추원부사(中樞院副使) 이자(李孜) 
  - 장남 : 이증석(李曾碩, 1427 ~ ?)
  - 며느리 : 밀양 박씨 - 밀산군(密山君) 박거겸(朴居謙)의 딸 
    - 손자 : 이사준(李師凖)
    - 손자 : 이사연(李師衍)
    - 손자 : 이사진(李師鎭)
    - 손자 : 이사필(李師弼)
    - 손녀 : 진주 강씨 부사(府使) 강숙회(姜叔淮)의 처
    - 손녀 : 순흥 안씨 호군(護軍) 증 참판(贈 參判) 안우철(安友晢)의 처
    - 손녀 : 한산 이씨 직장(直長) 증 참판(贈 參判) 이덕윤(李德潤)의 처

  - 차남 : 이증약(李曾若, 1435 ~ 1485)
  - 며느리 : 하양 허씨 - 현감(縣監) 허인(許認)의 딸
    - 손자 : 이사원(李師瑗)
    - 손자 : 이사경(李師瓊)
    - 손자 : 이사침(李師琛)
    - 손자 : 이사기(李師琦)
    - 손녀 : 청주 한씨 현감(縣監) 한열(韓恱)의 처

  - 장녀 : 여주 이씨
  - 장녀 사위 : 동래 정씨 사정(司正) 증 참판(贈 參判) 정비(鄭秠)
    - 외손자 : 정원운(鄭元耘)
    - 외손자 : 정형운(鄭亨耘)
    - 외손자 : 정이운(鄭利耘)
    - 외손녀 : 김일(金鎰)의 처

  - 차녀 : 여주 이씨
  - 차녀 사위 : 여산 송씨 사직(司直) 송석손(宋碩孫)
    - 외손자 : 송계(宋誡)

  - 3녀 : 여주 이씨
  - 3녀 사위 : 평산 신씨 현감(縣監) 신윤범(申允範)
    - 외손녀 : 전주 이씨 영양부정 이함(英陽副正 李㴠)의 처
    - 외손녀 : 창녕 조씨 참판(參判) 조위(曺偉)의 처
    - 외손녀 : 조중준(趙仲俊)의 처
    - 외손녀 : 청주 한씨 지평(持平) 한구(韓昫)의 처

## 기타
맏사위 윤원개와 둘째 사위 윤임은 같은 가문으로, 아버지쪽으로도 친척이었다.
세조비 정희왕후의 친정아버지 윤번의 셋째 아들 윤사분의 증손자가 윤임이고, 윤번의 넷째아들 윤사흔의 4대손이 윤원개였다. 윤원개의 아버지 윤지임은 윤여필의 7촌 조카이면서, 윤임에게는 8촌 형이 되고, 윤임은 윤원개에게 9촌 아저씨가 된다.

## 같이 보기
- 양녕대군
- 조선 세종
- 이행
- 김한로
- 효령대군